# モール・サン・ニコラ郡

モール・サン・ニコラ郡
Mòl Sen Nikola

モール・サン・ニコラ郡（モール・サン・ニコラぐん、ハイチ語: Mòl Sen Nikola、フランス語: Môle-Saint-Nicolas）は、ハイチ北西県西部の郡。東にポードペー郡、南東にアルティボニット県グウォ・モーン郡と接し、周囲はカリブ海に囲まれている。
北西にモール・サン・ニコラ、北東にジャン・ラベル、南西にボンバドポリス（ボンバルドポリス）、南東にベ・デ・ヘーヌの4つのコミーンが置かれている。郵便番号は33から始まる。

## 脚註
1. 1 2  “Haiti: administrative units, extended”.   GeoHive.com. 2016年10月5日時点のオリジナルよりアーカイブ。2021年8月10日閲覧。
2. ↑  “POPULATION TOTALE, POPULATION DE 18 ANS ET PLUS MÉNAGES ET DENSITÉS ESTIMÉS EN 2015” (pdf).   Institut Haïtien de Statistique et d’Informatique (IHSI). pp. 16 - 17 (2015年3月). 2021年8月10日閲覧。